# Адам и его собака
«Адам и его собака» (англ. Adam and Dog) — короткометражный мультфильм 2011 года режиссёра Минкью Ли, номинированный на премию «Оскар» 2013 года в категории «Лучший короткометражный анимационный фильм». Мультфильм сделан по мотивам легенды об Адаме и Еве из Книги Бытия.

## Сюжет
Собака гуляет по саду Эдем и однажды она встречает странное существо, Адама. Они проводят свои дни в цветущем саду и становятся неразлучными друзьями. Но вскоре Адам встречает Еву. Ева становится новым другом Адама и Адам начинает забывать собаку. Но после грехопадения, когда два человека должны покинуть Эдем, собака отправляется с людьми навстречу трудностям.